# Blackpink (мини-альбом)
Blackpink (стилиризуется как BLAƆKPIИK) — дебютный японский мини-альбом южнокорейской гёрл-группы Blackpink, выпущенный в 2017 году.

## Выход альбома
В мае 2017 года стало известно, что группа проведет шоукейс на арене «Ниппон Будокан» в Токио 20 июля и выпустит свой дебютный альбом 9 августа.
13 июля было официально объявлено, что альбом будет называться Blackpink и выйдет 30 августа. Также было выпущено музыкальное видео «Boombayah» на японском языке. В тот же день были раскрыты дополнительные детали предстоящего релиза, включая список треков. Мини-альбом содержал шесть композиций на японском языке, ранее выпущенных в Южной Корее.
Альбом вышел в двух версиях: CD и DVD, содержащий японские и корейские версии синглов, а также пять музыкальных клипов; и только CD, содержащий песни на японском языке.
Продвижение дебютного альбома в Японии проходило на телевидении и в интернете. Группа выпустила серию музыкальных клипов на ведущих телеканалах: «Playing with Fire» на MTV Japan, «Whistle» на Music On! TV, «Stay» и «Boombayah» на GYAO!, а также «As If It’s Your Last» на AbemaTV. Кроме того, группа загрузила короткие версии своих синглов на японском языке на Youtube. 8 августа японская версия песни «Boombayah» была выпущена на iTunes Japan в качестве промосингла альбома.

## Коммерческий успех
Blackpink дебютировал на вершине ежедневного чарта Oricon 29 августа 2017 года, с 21 583 физическими копиями, проданными в первый день. На следующий день альбом остался на вершине чарта. Он дебютировал на вершине еженедельного чарта Oricon с 39 100 физическими копиями, проданными в первую неделю. Группа стала всего лишь третьим представителем другой страны, занявшим первое место в недельном чарте Oricon с дебютным релизом.
Альбом был четвертым в списке самых продаваемых альбомов в Японии за август 2017 года с 39 100 проданными копиями. Он также возглавил хит-парад Billboard Japan’s Hot Albums.
Переиздание альбома под названием Re: Blackpink было выпущено 28 марта 2018 года.

## Трек-лист
| №  | Название                     | Текст песни               | Музыка                         | Arrangement         | Длительность |
| -- | ---------------------------- | ------------------------- | ------------------------------ | ------------------- | ------------ |
| 1. | «Boombayah»                  | Teddy Bekuh Boom          | Teddy Bekuh Boom               | Teddy               | 4:01         |
| 2. | «Whistle»                    | Teddy Bekuh Boom          | Teddy Future Bounce Bekuh Boom | Teddy Future Bounce | 3:31         |
| 3. | «Playing with Fire»          | Teddy                     | Teddy R.Tee                    | R.Tee               | 3:17         |
| 4. | «Stay»                       | Teddy                     | Teddy Seo Wonjin               | Seo Wonjin          | 3:50         |
| 5. | «As If It's Your Last»       | Teddy Brother Su CHOICE37 | Teddy Future Bounce Lydia Paek | Teddy Future Bounce | 3:33         |
| 6. | «Whistle» (acoustic version) | Teddy Bekuh Boom          | Teddy Future Bounce Bekuh Boom | Teddy Future Bounce | 3:32         |

| №   | Название                                     | Текст песни               | Музыка                         | Arrangement         | Длительность |
| --- | -------------------------------------------- | ------------------------- | ------------------------------ | ------------------- | ------------ |
| 7.  | «Boombayah» (Korean version)                 | Teddy Bekuh Boom          | Teddy Bekuh Boom               | Teddy               | 4:01         |
| 8.  | «Whistle» (Korean version)                   | Teddy Bekuh Boom          | Teddy Future Bounce Bekuh Boom | Teddy Future Bounce | 3:31         |
| 9.  | «Playing with Fire» (Korean version)         | Teddy                     | Teddy R.Tee                    | R.Tee               | 3:17         |
| 10. | «Stay» (Korean version)                      | Teddy                     | Teddy Seo Wonjin               | Seo Wonjin          | 3:50         |
| 11. | «As If It's Your Last» (Korean version)      | Teddy Brother Su CHOICE37 | Teddy Future Bounce Lydia Paek | Teddy Future Bounce | 3:33         |
| 12. | «Whistle» (acoustic version, Korean version) | Teddy Bekuh Boom          | Teddy Future Bounce Bekuh Boom | Teddy Future Bounce | 3:32         |

| №  | Название                             | Длительность |
| -- | ------------------------------------ | ------------ |
| 1. | «Boombayah» (music video)            |              |
| 2. | «Whistle» (music video)              |              |
| 3. | «Playing with Fire» (music video)    |              |
| 4. | «Stay» (music video)                 |              |
| 5. | «As If It's Your Last» (music video) |              |
| 6. | «Making video»                       |              |

| №   | Название                                                  | Длительность |
| --- | --------------------------------------------------------- | ------------ |
| 1.  | «Boombayah» (Music video)                                 |              |
| 2.  | «Whistle» (Music video)                                   |              |
| 3.  | «Playing with Fire» (Music video)                         |              |
| 4.  | «Stay» (Music video)                                      |              |
| 5.  | «As If It's Your Last» (Music video)                      |              |
| 6.  | «Making video»                                            |              |
| 7.  | «Boombayah» (Blackpink Premium Debut Showcase)            |              |
| 8.  | «Playing With Fire» (Blackpink Premium Debut Showcase)    |              |
| 9.  | «Whistle» (Blackpink Premium Debut Showcase)              |              |
| 10. | «Stay» (Blackpink Premium Debut Showcase)                 |              |
| 11. | «As If It's Your Last» (Blackpink Premium Debut Showcase) |              |
| 12. | «Boombayah» (KR Ver.; Blackpink Premium Debut Showcase)   |              |
| 13. | «Special interview + jacket shooting making»              |              |
| 14. | «Boombayah» (A-nation 2017)                               |              |
| 15. | «As If It's Your Last» (A-nation 2017)                    |              |

## Чарты
| Чарты (2017)             | Позиции в чартах |
| ------------------------ | ---------------- |
| Japanese Albums (Oricon) | 1                |